# 白羊宮
白羊宮（はくようきゅう）は、黄道十二宮の1番目である。おひつじ座。
獣帯の黄経0度から30度までの領域で、だいたい3月21日（春分）から4月20日（穀雨）の間まで太陽が留まる（厳密には、太陽通過時期はその年ごとに異なる）。
四大元素の火に関係していて、獅子宮・人馬宮と一緒に火のサインに分類される。対極のサインは天秤宮である。
薄田泣菫には詩集『白羊宮』（1906年）がある。

## 白羊宮のデータ
- アストロロジカルシンボル -
- ゾディアックシンボル - 牡羊
- 標準的な期間 - 3月21日-4月19日
- 2区分 - 男性
- 3区分 - 活動
- 4区分 - 火
- 居住の座 - 火星　一部の占星術師は冥王星を白羊宮のルーラーにすべきだと主張している。
- 高揚の座 - 太陽
- 障害の座 - 金星
- 転落の座 - 土星

## 符号位置
| 記号 | Unicode | JIS X 0213 | 文字参照         | 名称  |
| ---- | ------- | ---------- | ---------------- | ----- |
| ♈   | U+2648  |            | &#x2648; &#9800; | ARIES |